# Campeonato de España de Clubes de Baloncesto Júnior Masculino
El Campeonato de España de Clubes de Baloncesto Júnior Masculino es una competición nacional organizada por la Federación Española de Baloncesto (FEB), que reúne anualmente desde 1970 a los mejores equipos sub-18 del país. Considerada una de las citas más prestigiosas del baloncesto de formación en España, en ella participan 32 clubes representantes de las diferentes federaciones autonómicas.

## Formato de competición
El Campeonato de España de Clubes Júnior Masculino reúne a equipos formados por jugadores menores de 18 años (categoría júnior), pertenecientes a clubes de toda España.
El torneo se disputa en una sede única y se organiza en varias fases:
- Fase de grupos: Los 32 equipos se dividen en 8 grupos (A a H) de 4 equipos cada uno. Se disputa una liguilla a una vuelta. Se clasifican los dos primeros equipos de cada grupo (16 en total).
- Fase final: Se estructura en eliminatorias directas: octavos de final, cuartos de final, semifinales y final.

También se disputan partidos para determinar las posiciones finales del campeonato: el partido por el 3.º y 4.º puesto, así como los encuentros por el 5.º al 8.º lugar.

## Equipos participantes
Disputan el campeonato un total de 32 equipos, clasificados según los siguientes criterios establecidos por la Federación Española de Baloncesto (FEB):
- Los 19 equipos campeones de cada una de las federaciones autonómicas.
- Los 8 equipos subcampeones de las federaciones con mayor número de licencias en la categoría júnior masculina (según datos de la temporada anterior).
- El representante de la federación sede del campeonato.
- Los 4 equipos adicionales de aquellas federaciones cuyos clubes alcanzaron los cuatro primeros puestos en la edición anterior del campeonato.

Cada federación puede clasificar un máximo de 3 equipos. En caso de que algún criterio supere este límite, la plaza se reasigna a la siguiente federación o equipo según lo estipulado por la FEB.
Las vacantes por renuncia se cubren siguiendo un orden determinado por número de licencias y resultados del año anterior.

## Historial
| Ed.     | Año  | Sede        | Resultado | Oro              | Plata          | Bronce            | MVP                   |
| ------- | ---- | ----------- | --------- | ---------------- | -------------- | ----------------- | --------------------- |
| I       | 1970 | Badalona    |           | Real Madrid      | Layetano       | Joventut          |                       |
| II      | 1971 | Balaguer    |           | Layetano         | Náutico        | Bosco Coruña      |                       |
| III     | 1972 | Orense      |           | Real Madrid      | FC Barcelona   | Layetano          |                       |
| IV      | 1973 | Castellón   |           | Joventut         | FC Barcelona   | Real Madrid       |                       |
| V       | 1974 | Sevilla     |           | Real Madrid      | Joventut       | FC Barcelona      |                       |
| VI      | 1975 | Pamplona    |           | FC Barcelona     | Joventut       | S. Viator Vitoria |                       |
| VII     | 1976 | Vinaroz     |           | Joventut         | La Salle Barna | FC Barcelona      |                       |
| VIII    | 1977 | Huelva      | 88–86     | FC Barcelona     | Real Madrid    | Estudiantes       |                       |
| IX      | 1978 | Mahón       |           | Real Madrid      | FC Barcelona   | UDR Pineda        |                       |
| X       | 1979 | Zaragoza    |           | Real Madrid      | FC Barcelona   | La Salle Barna    |                       |
| XI      | 1980 | León        |           | FC Barcelona     | Estudiantes    | Loyola            |                       |
| XII     | 1981 | Valladolid  |           | Cotonificio      | Real Madrid    | FC Barcelona      |                       |
| XIII    | 1982 | Guadalajara |           | Real Madrid      | Imnobanco      | Joventut          |                       |
| XIV     | 1983 | Huesca      |           | Real Madrid      | FC Barcelona   | Joventut          |                       |
| XV      | 1984 | Calpe       |           | CAI Zaragoza     | Joventut       | Real Madrid       |                       |
| XVI     | 1985 | Bilbao      |           | CAI Zaragoza     | FC Barcelona   | Real Madrid       |                       |
| XVII    | 1986 | Zaragoza    |           | FC Barcelona     | CAI Zaragoza   | Bilbao            |                       |
| XVIII   | 1987 | Gerona      |           | Joventut         | Real Madrid    | RCD Espanyol      |                       |
| XIX     | 1988 | Andújar     |           | Joventut         | RCD Espanyol   | FC Barcelona      |                       |
| XX      | 1989 | Badalona    |           | Joventut         | CAI Zaragoza   | FC Barcelona      |                       |
| XXI     | 1990 | Badajoz     |           | CAI Zaragoza     | BBV Villalba   | Joventut          |                       |
| XXII    | 1991 | Bilbao      |           | Baskonia         | Real Madrid    | FC Barcelona      |                       |
| XXIII   | 1992 | La Coruña   |           | FC Barcelona     | Real Madrid    | Granollers        |                       |
| XXIV    | 1995 | Pinto       |           | Baskonia         | B. Sevilla     | Real Madrid       |                       |
| XXV     | 1996 | Málaga      |           | Real Madrid      | FC Barcelona   | Valencia          |                       |
| XXVI    | 1997 | Huesca      |           | Real Madrid      | Valencia       | Unicaja           |                       |
| XXVII   | 1998 | Tenerife    |           | FC Barcelona     | Estudiantes    | Unicaja           |                       |
| XXVIII  | 1999 | Sevilla     | 56–55     | FC Barcelona     | Joventut       | Unicaja           |                       |
| XXIX    | 2000 | Huelva      |           | Real Madrid      | Unicaja        | FC Barcelona      |                       |
| XXX     | 2001 | Valladolid  |           | FC Barcelona     | Estudiantes    | Joventut          |                       |
| XXXI    | 2002 | Tenerife    | 57–56     | Fórum Valladolid | FC Barcelona   | Joventut          |                       |
| XXXII   | 2003 | Sabadell    | 76–67     | B. Sevilla       | Estudiantes    | Manresa           |                       |
| XXXIII  | 2004 | Ciudadela   | 94–81     | FC Barcelona     | Estudiantes    | Unicaja           |                       |
| XXXIV   | 2005 | Málaga      | 78–73     | FC Barcelona     | Joventut       | Estudiantes       | Albert Teruel         |
| XXXV    | 2006 | Salamanca   | 66–65     | Unicaja          | Real Madrid    | Joventut          |                       |
| XXXVI   | 2007 | Baracaldo   | 68–61     | FC Barcelona     | B. Sevilla     | Gran Canaria      | Jayson Granger        |
| XXXVII  | 2008 | Almería     | 73–61     | Unicaja          | FC Barcelona   | B. Sevilla        |                       |
| XXXVIII | 2009 | Málaga      | 82–71     | Unicaja          | Valencia       | Joventut          | Samuel Domínguez      |
| XXXIX   | 2010 | Lanzarote   | 68–62     | FC Barcelona     | Gran Canaria   | Estudiantes       | Bakary Konate         |
| XL      | 2011 | Porriño/Tuy | 64–59     | FC Barcelona     | Joventut       | Unicaja           | Álex Abrines          |
| XLI     | 2012 | Zaragoza    | 66–61     | FC Barcelona     | Joventut       | Real Madrid       | Mamadou Niang         |
| XLII    | 2013 | Marín       | 61–60     | Joventut         | FC Barcelona   | Real Madrid       | Daniel Bordignon      |
| XLIII   | 2014 | Marín       | 66–60     | Real Madrid      | Unicaja        | Fundación 5+11    | Waly Niang            |
| XLIV    | 2015 | Torrejón    | 97–57     | Real Madrid      | Joventut       | Unicaja           | Tadas Sedekerskis     |
| XLV     | 2016 | Guadalajara | 65–58     | FC Barcelona     | Real Madrid    | Joventut          |                       |
| XLVI    | 2017 | Bilbao      | 83–53     | Real Madrid      | Joventut       | FC Barcelona      | Biram Faye            |
| XLVII   | 2018 | Badajoz     | 72–66     | Real Madrid      | Joventut       | FC Barcelona      |                       |
| XLVIII  | 2019 | Zaragoza    | 99–75     | Real Madrid      | FC Barcelona   | Joventut          | Usman Garuba          |
| XLIX    | 2021 | Granada     | 102–63    | FC Barcelona     | Real Madrid    | Joventut          |                       |
| L       | 2022 | Huelva      | 86–81     | Joventut         | Real Madrid    | C. Zaragoza       |                       |
| LI      | 2023 | Huelva      | 84–75     | Joventut         | Real Madrid    | C. Zaragoza       | Aday Mara             |
| LII     | 2024 | Huelva      | 79–53     | FC Barcelona     | Real Madrid    | Zentro Basket     | Youssouf Mamby Traore |
| LIII    | 2025 | Huelva      | 70–64     | FC Barcelona     | Real Madrid    | Joventut Badalona | Ian Platteeuw         |

## Palmarés por clubes
| Club              | Oro | Plata | Bronce | Años campeonato                                                                                            |
| ----------------- | --- | ----- | ------ | --- |
| FC Barcelona      | 18  | 11    | 9      | 1975, 1977, 1980, 1986, 1992, 1998, 1999, 2001, 2004, 2005, 2007, 2010, 2011, 2012, 2016, 2021, 2024, 2025 |
| Real Madrid       | 15  | 12    | 6      | 1970, 1972, 1974, 1978, 1979, 1982, 1983, 1996, 1997, 2000, 2014, 2015, 2017, 2018, 2019                   |
| Joventut          | 8   | 10    | 12     | 1973, 1976, 1987, 1988, 1989, 2013, 2022, 2023                                                             |
| Unicaja           | 3   | 2     | 6      | 2006, 2008, 2009                                                                                           |
| Zaragoza/CAI      | 3   | 2     | 2      | 1984, 1985, 1990                                                                                           |
| Baskonia          | 2   | –     | 1      | 1991, 1995                                                                                                 |
| B. Sevilla        | 1   | 2     | 1      | 2003 |
| Layetano          | 1   | 1     | 1      | 1971 |
| Valladolid        | 1   | –     | –      | 2002 |
| Cotonificio       | 1   | –     | –      | 1981 |
| Estudiantes       | –   | 5     | 3      | – |
| Valencia          | –   | 2     | 1      | – |
| Gran Canaria      | –   | 1     | 1      | – |
| RCD Espanyol      | –   | 1     | 1      | – |
| La Salle Barna    | –   | 1     | 1      | – |
| BBV Villalba      | –   | 1     | –      | – |
| Imnobanco         | –   | 1     | –      | – |
| Náutico           | –   | 1     | –      | – |
| Manresa           | –   | –     | 1      | – |
| Granollers        | –   | –     | 1      | – |
| Bilbao            | –   | –     | 1      | – |
| Loyola            | –   | –     | 1      | – |
| UDR Pineda        | –   | –     | 1      | – |
| S. Viator Vitoria | –   | –     | 1      | – |
| Bosco Coruña      | –   | –     | 1      | – |
| Zentro B. Madrid  | –   | –     | 1      | – |